# Єрун Дейстер
Єрун Дейстер (нід. Jeroen Duyster, 27 серпня 1966) — нідерландський академічний веслувальник.
Олімпійський чемпіон 1996 року в складі вісімки.